# Ganbare Goemon: Sarawareta Ebisumaru!
Ganbare Goemon: Sarawareta Ebisumaru! (がんばれゴエモン さらわれたエビス丸?  "Ganbare Goemon: ¡Ebisumaru fue Secuestrado!") es un videojuego de acción-aventura creado por Konami y publicado, originalmente para Game Boy, en 1991. Es el primer título de la serie Goemon en salir para una portátil. La jugabilidad es similar a la de Ganbare Goemon! Karakuri Dōchū para NES. Solo se puede jugar como Goemon y el objetivo es rescatar a Ebisumaru; Sasuke y Yae no aparecen en este título.